# Fudbalski Klub Voždovac 2012-2013
Questa voce raccoglie le informazioni riguardanti il Fudbalski Klub Voždovac nelle competizioni ufficiali della stagione 2012-2013.

## Stagione
Neopromosso in Prva Liga il Voždovac si assesta subito nelle posizioni di testa, dimostrando di poter puntare alla promozione in Superliga. Tuttavia, un calo di rendimento nel girone di ritorno fa retrocedere la squadra in classifica e porta all'esonero dell'allenatore Mihailo Ivanović. Con l'arrivo di Aleksandar Janjić in panchina, il Voždovac disputa le restanti gare senza più subire sconfitte, risalendo così al terzo posto in graduatoria, insufficiente per la promozione. Tuttavia, a causa dello scioglimento dell'Hajduk Kula, squadra militante in Superliga, la zona promozione viene allargata a tre squadre, consentendo così al Voždovac di salire in massima serie.

## Rosa
| N. |                       | Ruolo | Calciatore         |
| -- | --------------------- | ----- | ------------------ |
| 1  | Serbia (bandiera)     | P     | Zoran Popović      |
|    | Serbia (bandiera)     | P     | Zoran Cvitkovac    |
|    | Serbia (bandiera)     | P     | Ivan Janković      |
|    | Serbia (bandiera)     | P     | Filip Erić         |
|    | Serbia (bandiera)     | D     | Dragan Šarac       |
|    | Serbia (bandiera)     | D     | Milan Lazić        |
|    | Serbia (bandiera)     | D     | Đuro Jandrić       |
|    | Serbia (bandiera)     | D     | Vladimir Jašić     |
|    | Serbia (bandiera)     | D     | Bojan Ostojić      |
|    | Serbia (bandiera)     | D     | Stefan Jakovljević |
|    | Serbia (bandiera)     | D     | Danijel Stojković  |
|    | Serbia (bandiera)     | D     | Dragan Mirković    |
|    | Serbia (bandiera)     | D     | Novica Milenović   |
|    | Serbia (bandiera)     | D     | Filip Engelman     |
|    | Serbia (bandiera)     | D     | Dejan Karan        |
|    | Montenegro (bandiera) | C     | Stefan Dabetić     |
|    | Serbia (bandiera)     | C     | Aleksandar Simić   |

| N. |                                 | Ruolo | Calciatore            |
| -- | ------------------------------- | ----- | --------------------- |
|    | Serbia (bandiera)               | C     | Srđan Novković        |
|    | Serbia (bandiera)               | C     | Filip Stojanović      |
|    | Serbia (bandiera)               | C     | Uroš Sinđić           |
|    | Serbia (bandiera)               | C     | Miroslav Petronijević |
|    | Montenegro (bandiera)           | C     | Vuk Đurić             |
|    | Serbia (bandiera)               | C     | Zoran Milovac         |
|    | Serbia (bandiera)               | C     | Dušan Đuričić         |
|    | Serbia (bandiera)               | C     | Nebojša Bastajić      |
|    | Montenegro (bandiera)           | C     | Adam Marušić          |
|    | Serbia (bandiera)               | C     | Aleksandar Paločević  |
|    | Serbia (bandiera)               | A     | Nebojša Prtenjak      |
|    | Serbia (bandiera)               | A     | Dušan Đokić           |
|    | Serbia (bandiera)               | A     | Bojan Brajković       |
|    | Bosnia ed Erzegovina (bandiera) | A     | Nermin Haskić         |
|    | Serbia (bandiera)               | A     | Vladimir Trifunović   |
|    | Serbia (bandiera)               | A     | Vladimir Đilas        |
|    | Serbia (bandiera)               | A     | Bojan Aleksić         |

## Risultati

### Prva Liga Srbija

#### Girone di andata
| Arbitro: | Krstić |

|           |           |           |
| Đokić 68’ | Marcatori | 64’ Srnić |

| Arbitro: | Mažić (Vrbas) |

|  |           |                                |
|  | Marcatori | 6’ Baštajić 89’ (rig.) Milovac |

| Arbitro: | Glođović (Vrbas) |

|                                             |           |  |
| Haskić 21’ Milovac 54’ (rig.) Paločević 90’ | Marcatori |  |

| Arbitro: | Nedeljković |

|  |           |                      |
|  | Marcatori | 71’ Haskić 76’ Đokić |

| Belgrado 9 settembre 2012, ore 16:30 CEST 5ª giornata | Voždovac            | 0 – 0 referto | Proleter Novi Sad | Stadion Careva Ćuprija (300 spett.)\| Arbitro: \| Trailović (Zaječar) \| |
| Arbitro:                                              | Trailović (Zaječar) |               |                   |                                                                          |

| Arbitro: | Cicvarić |

|  |           |                                                 |
|  | Marcatori | 44’ Ostojić 83’ Haskić 87’ Milovac 89’ Baštajić |

| Arbitro: | Nikolić (Kragujevac) |

|                    |           |  |
| Milovac 70’ (rig.) | Marcatori |  |

| Arbitro: | Vasić |

|             |           |  |
| Jeremić 20’ | Marcatori |  |

| Arbitro: | Grujić (Niš) |

|                    |           |          |
| Milovac 38’ (rig.) | Marcatori | 35’ Šaka |

| Arbitro: | Dimitrijević |

|                              |           |  |
| Haskić 1’, 45’ Paločević 29’ | Marcatori |  |

| Arbitro: | Radovanović |

|               |           |             |
| Betolngar 29’ | Marcatori | 20’ Ostojić |

| Arbitro: | Ćeramilac (Belgrado) |

|                       |           |  |
| Stefanović 51’ (aut.) | Marcatori |  |

| Belgrado 3 novembre 2012, ore 13:30 CEST 13ª giornata | Bežanija    | 0 – 0 referto | Voždovac | Stadion Bežanije (600 spett.)\| Arbitro: \| Stojilković \| |
| Arbitro:                                              | Stojilković |               |          |                                                            |

| Arbitro: | Cicvarić (Belgrado) |

|                                     |           |  |
| Đokić 19’, 90+2’ Milovac 52’ (rig.) | Marcatori |  |

| Zaječar 17 novembre 2012, ore 13:00 CEST 15ª giornata | Timok      | 0 – 0 referto | Voždovac | Stadion pod Kraljevicom (1500 spett.)\| Arbitro: \| Čepegi Kiš \| |
| Arbitro:                                              | Čepegi Kiš |               |          |                                                                   |

| Belgrado 24 novembre 2012, ore 13:00 CEST 16ª giornata | Voždovac | 0 – 0 referto | Jedinstvo Putevi | Stadion Careva Ćuprija (300 spett.)\| Arbitro: \| Sremac \| |
| Arbitro:                                               | Sremac   |               |                  |                                                             |

| Arbitro: | Đokić |

|                     |           |             |
| Bajić 75’ Regan 90’ | Marcatori | 15’ Milovac |

#### Girone di ritorno
| Arbitro: | Mažić (Vrbas) |

|                         |           |  |
| Stojković 63’ Đurić 83’ | Marcatori |  |

| Arbitro: | Nedeljković |

|                      |           |              |
| Đilas 51’ Sinđić 63’ | Marcatori | 20’ Ćirković |

| Arbitro: | Obradović (Jagodina) |

|              |           |  |
| Đorđević 58’ | Marcatori |  |

| Arbitro: | Cicvarić |

|  |           |                                      |
|  | Marcatori | 32’ (rig.), 60’ Petković 76’ Čečarić |

| Novi Sad 6 aprile 2013, ore 16:30 CEST 22ª giornata | Proleter Novi Sad | 0 – 0 referto | Voždovac | Stadion Slana Bara\| Arbitro: \| Bogdanović \| |
| Arbitro:                                            | Bogdanović        |               |          |                                                |

| Arbitro: | Jovanetić |

|                        |           |  |
| Đilas 36’ Novković 60’ | Marcatori |  |

| Arbitro: | Jovanović (Belgrado) |

|  |           |                       |
|  | Marcatori | 50’, 84’ A. Stojković |

| Arbitro: | Dimitrijević |

|             |           |  |
| Aleksić 75’ | Marcatori |  |

| Arbitro: | Ćeramilac (Belgrado) |

|           |           |           |
| Byrne 73’ | Marcatori | 29’ Đilas |

| Arbitro: | Mihajlović |

|              |           |            |
| Dimitrov 75’ | Marcatori | 90’ Sinđić |

| Arbitro: | Grujić (Niš) |

|                      |           |                 |
| Ostojić 2’ Đilas 29’ | Marcatori | 62’ Stanojlović |

| Arbitro: | Veselinović |

|           |           |              |
| Ćirić 90’ | Marcatori | 73’ Novković |

| Arbitro: | Gogić |

|            |           |                      |
| Sinđić 14’ | Marcatori | 6’ (rig.) Putinčanin |

| Arbitro: | Milovanović |

|           |           |                                       |
| Roksa 74’ | Marcatori | 8’ Đilas 62’ Milovac 75’ A. Stojković |

| Arbitro: | Radovanović |

|                                      |           |              |
| Aleksić 9’ Haskić 55’ Đilas 67’, 75’ | Marcatori | 40’ Janković |

| Arbitro: | Paunović |

|                |           |                 |
| Vukmirović 88’ | Marcatori | 41’, 45’ Haskić |

| Arbitro: | Glođović (Vrbas) |

|                                            |           |                |
| Haskić 25’ Đilas 37’ Marušić 65’ Karan 80’ | Marcatori | 49’ Smiljković |